# Río Colpitas
El Río Colpitas es un curso de agua ubicado en la Región de Arica y Parinacota, que desemboca en el río Lluta, el principal afluente de la cuenca homónima. 
Sus aguas presentan un elevado contenido de boro, aportando aproximadamente el 50% de la concentración total de este elemento en el río Lluta.[cita requerida]

## Trayecto
Nace al pie occidental del portezuelo "Siete Vueltas", entre los cerros Luxona y Pacocagua, que son el límite oriental de la cuenta del río Lluta.
El río corre en una dirección este-oeste, paralelo al río Allane que está más al sur (ver también mapa se19-6). Entonces gira hacia el norte y a poco andar, el Colpitas ingresa al Río Allane, por lo que existe ambigüedad en el nombre del río o de los ríos: Niemeyer propone nombrar ambos como río Allane: 33, 37  otros usan río Colpitas para ambos.: 6 
Un informe de la Dirección General de Aguas describe su trayecto:: 16  "El cauce del río Colpitas es estrecho y encajonado en algunos sectores, y sinuoso en la mayor parte de su recorrido. Hacia el norte de la subcuenca, se ubican varias quebradas que van continuamente alimentando el cauce del río Colpitas, para juntarse al río Caracarani en Coronel Alcérreca, dando origen al río Lluta.
El Colpitas o Allane desemboca(n) en el río Lluta y tiene un área de drenaje de 459 km².: 16 

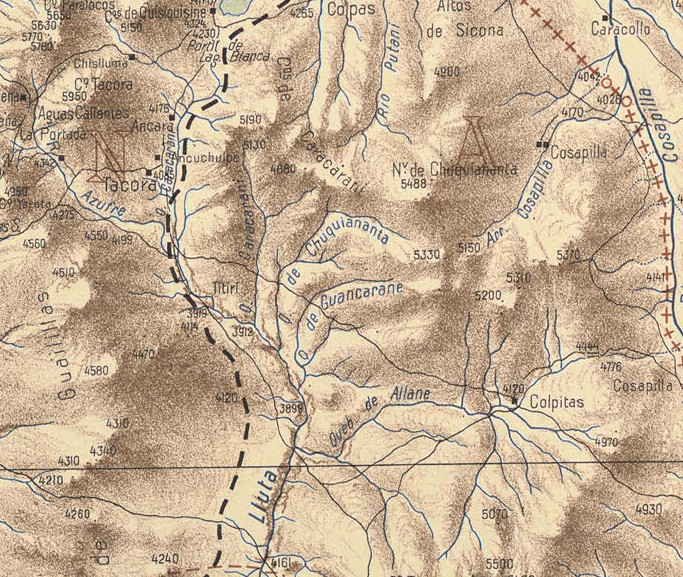
Cuenca superior del río Lluta en una sección de los Mapas Provinciales Atlas Centenario, previos al Tratado de límites de 1929. Ver mapa completo. Ver también el mapa de la zona del Instituto Geográfico Militar de Chile en escala 1:250.000 publicado en 1954, que lo nombra "río Allane".

## Caudal y régimen
El documento de la Dirección General de Aguas informa sobre el comportamiento de los caudales a través del año:: 38 
Toda la cuenca del río Lluta presenta un régimen pluvial con crecidas importantes entre los meses de enero a marzo, producto de precipitaciones estivales debido al denominado “Invierno Altiplánico”. El período de estiaje en años secos para esta cuenca se prolonga por varios meses del año, desde abril hasta diciembre, debido a la escasez de precipitaciones, con algunas excepciones en ciertas estaciones fluviométricas, donde se aprecian pequeños aumentos de caudales en los meses de invierno, producto de precipitaciones esporádicas. Para la subcuenca alta, desde el nacimiento del río Lluta hasta la junta de la quebrada Aroma, y subcuenca media, desde la junta de la quebrada Aroma hasta la junta de la quebrada Cardones, se aprecia que estadísticamente el período de menores caudales ocurre en el trimestre septiembre, octubre, noviembre.
|  | {\displaystyle {\overline {Q}}} |

El caudal del río en un lugar fijo varía en el tiempo y puede representarse mediante curvas de variación estacional. Estas curvas, basadas en mediciones prolongadas, permiten estimar estadísticamente el caudal mínimo con una probabilidad determinada, denominada probabilidad de excedencia. 
La curva de color rojo ocre (con {\displaystyle {\color {Red}\vartriangle }}) muestra los caudales mensuales con probabilidad de excedencia de un 50%, es decir, que ese mes se han medido igual cantidad de caudales mayores que caudales menores a esa cantidad. Eso es la mediana (estadística), que se denota Qe, de la serie de caudales de ese mes. La media (estadística) es el promedio matemático de los caudales de ese mes y se denota {\displaystyle {\overline {Q}}}. 
Una vez calculados para cada mes, ambos valores son calculados para todo el año y pueden ser leídos en la columna vertical al lado derecho del diagrama. El significado de la probabilidad de excedencia del 5% es que, estadísticamente, el caudal es mayor solo una vez cada 20 años, el de 10% una vez cada 10 años, el de 20% una vez cada 5 años, el de 85% quince veces cada 16 años y la de 95% diecisiete veces cada 18 años. Dicho de otra forma, el 5% es el caudal de años extremadamente lluviosos, el 95% es el caudal de años extremadamente secos. De la estación de las crecidas puede deducirse si el caudal depende de las lluvias (mayo-julio) o del derretimiento de las nieves (septiembre-enero).

## Historia
Luis Risopatrón, escribió en 1924 en su obra Diccionario jeográfico de Chile, sobre las "Borateras de Colpitas" (pág.240): 909 .
Colpitas (Borateras de) 17° 57' 69° 27'. Se encuentran a 4 120 m de altitud, en la parte superior de la quebrada de Allane, de la de Lluta. 116, p. 302; 134; i 156.
Este río es llamado Allane en el mapa del IGM de 1954[cita requerida]

## Población, economía y ecología

### Proyectos de embalse, trasvase desde el Caquena y desvío del río Azufre
En 1968 Hans Niemeyer postuló varias medidas alternativas para mejorar el abastecimiento de agua y la seguridad del mismo para la comunidad de la zona. Entre ellas estaban:
- la construcción de un embalse del tipo presa de materiales sueltos, de 10 millones de metros cúbicos de capacidad en la angostura de Chironta,
- paralización de las faenas en las minas de Larancagua y desvío total de las nocivas aguas provenientes del Volcán Tacora (esto es, el río Azufre) para impedir la contaminación del río Lluta,
- trasvase de aguas un caudal de 2.0 m³/s (que correspondan a Chile) por medio de un canal forrado en hormigón con 12,8 km de longitud desde en una bocatoma en el río Caquena, 3 km abajo de su afluente Colpacagua, un sifón en la Quebrada de El Chape y un túnel de 5900 m de largo debajo del portezuelo de Siete Vueltas. Este canal las leva al río Colpitas (o Quebrada de Allane) que las entregaría al Lluta.